# Hóquei no gelo nos Jogos Olímpicos de Inverno de 1964
O torneio de hóquei no gelo nos Jogos Olímpicos de Inverno de 1964 foi disputado por dezesseis equipes na Olympiahalle Innsbruck de Innsbruck, na Áustria, entre 27 de janeiro e 9 de fevereiro. Os resultados também foram considerados para o 31º Campeonato Mundial da IIHF.
A fórmula de disputa do torneio olímpico consistiu de duas fases. Na fase qualificatória as dezesseis equipes foram emparelhadas formando oito chaves de duas equipes. As vencedoras dos confrontos classificaram-se para o Grupo A da fase final onde disputaram as posições de medalhas até o oito lugar. As equipes derrotadas na qulificatória disputaram um torneio de consolação para definir as posições entre o 9º e o 16º lugar.
A União Soviética conquistou a medalha de ouro olímpica pela segunda vez na história ao acumular maior número de pontos na fase final. A Suécia ficou com a medalha de prata e a Checoslováquia com o bronze. A equipe alemã foi representada por atletas da Alemanha Ocidental.

## Medalhistas
|  | URS União Soviética |  | SWE Suécia |  | TCH Checoslováquia |
|  | Viktor Konovalenko Boris Zaytsev Vitaly Davydov Eduard Ivanov Aleksandr Ragulin Viktor Kuzkin Konstantin Loktev Aleksandr Almetov Veniamin Aleksandrov Yevgeny Mayorov Vyacheslav Starshinov Boris Mayorov Leonid Volkov Viktor Yakushev Anatoly Firsov Oleg Zaytsev Stanislav Petukhov |  | Kjell Svensson Lennart Häggroth Gert Blomé Nicke Johansson Roland Stoltz Bert-Ola Nordlander Nils Nilsson Ronald Pettersson Lars-Eric Lundvall Eilert Määttä Anders Andersson Ulf Sterner Carl-Göran Öberg Sven Johansson Uno Öhrlund Hans Mild Lennart Johansson |  | Vladimír Dzurilla Vladimír Nadrchal Rudolf Potsch František Tikal František Gregor Stanislav Sventek Ladislav Šmíd Vlastimil Bubník Jaroslav Walter Miroslav Vlach Jiří Dolana Jiří Holík Josef Černý Stanislav Prýl Jozef Golonka Jaroslav Jiřík Jan Klapáč |

## Fase de qualificação
| 27 de janeiro | CAN Canadá             | 14-1 (5-1, 6-0, 3-0) | YUG Iugoslávia |
| 27 de janeiro | SUI Suíça              | 5-1 (2-0, 1-0, 2-1)  | NOR Noruega    |
| 28 de janeiro | TCH Checoslováquia     | 17-2 (8-0, 3-2, 6-0) | JPN Japão      |
| 28 de janeiro | URS União Soviética    | 19-1 (8-0, 6-0, 5-1) | HUN Hungria    |
| 28 de janeiro | SWE Suécia             | 12-2 (4-1, 5-0, 3-1) | ITA Itália     |
| 28 de janeiro | USA Estados Unidos     | 7-2 (1-0, 3-1, 3-1)  | ROM Romênia    |
| 28 de janeiro | EUA Equipe Alemã Unida | 2-1 (0-1, 1-0, 1-0)  | POL Polônia    |
| 28 de janeiro | AUT Áustria            | 2-8 (0-3, 1-3, 1-2)  | FIN Finlândia  |

## Fase final

### Grupo B (9º-16º lugar)
| Equipe         | Pts | J | V | E | D | GP | GC |
| -------------- | --- | - | - | - | - | -- | -- |
| POL Polônia    | 12  | 7 | 6 | 0 | 1 | 40 | 13 |
| NOR Noruega    | 10  | 7 | 5 | 0 | 2 | 40 | 19 |
| JPN Japão      | 9   | 7 | 4 | 1 | 2 | 35 | 31 |
| ROM Romênia    | 7   | 7 | 3 | 1 | 3 | 31 | 28 |
| AUT Áustria    | 7   | 7 | 3 | 1 | 3 | 24 | 28 |
| YUG Iugoslávia | 7   | 7 | 3 | 1 | 3 | 29 | 37 |
| ITA Itália     | 4   | 7 | 2 | 0 | 5 | 24 | 42 |
| HUN Hungria    | 0   | 7 | 0 | 0 | 7 | 14 | 39 |

| 30 de janeiro  | AUT Áustria    | 6-2 (2-0, 2-0, 2-2) | YUG Iugoslávia |
| 30 de janeiro  | POL Polônia    | 6-1 (2-0, 2-1, 2-0) | ROM Romênia    |
| 30 de janeiro  | ITA Itália     | 6-4 (1-1, 3-2, 2-1) | HUN Hungria    |
| 30 de janeiro  | NOR Noruega    | 3-4 (2-0, 1-2, 0-2) | JPN Japão      |
| 31 de janeiro  | POL Polônia    | 4-2 (1-0, 1-2, 2-0) | NOR Noruega    |
| 31 de janeiro  | JPN Japão      | 6-4 (1-1, 0-1, 5-2) | ROM Romênia    |
| 1 de fevereiro | AUT Áustria    | 3-0 (1-0, 0-0, 2-0) | HUN Hungria    |
| 1 de fevereiro | ITA Itália     | 3-5 (3-1, 0-2, 0-2) | YUG Iugoslávia |
| 2 de fevereiro | NOR Noruega    | 9-2 (3-2, 3-0, 3-0) | ITA Itália     |
| 2 de fevereiro | ROM Romênia    | 5-5 (2-1, 1-3, 2-1) | YUG Iugoslávia |
| 3 de fevereiro | POL Polônia    | 6-2 (3-1, 2-1, 1-0) | HUN Hungria    |
| 3 de fevereiro | AUT Áustria    | 5-5 (1-3, 1-1, 3-1) | JPN Japão      |
| 4 de fevereiro | JPN Japão      | 4-6 (1-2, 1-2, 2-2) | YUG Iugoslávia |
| 5 de fevereiro | POL Polônia    | 7-0 (2-0, 3-0, 2-0) | ITA Itália     |
| 5 de fevereiro | AUT Áustria    | 2-5 (1-0, 1-4, 0-1) | ROM Romênia    |
| 5 de fevereiro | NOR Noruega    | 6-1 (3-0, 2-0, 1-1) | HUN Hungria    |
| 6 de fevereiro | AUT Áustria    | 5-3 (1-1, 1-1, 3-1) | ITA Itália     |
| 6 de fevereiro | YUG Iugoslávia | 4-2 (2-2, 1-0, 1-0) | HUN Hungria    |
| 6 de fevereiro | POL Polônia    | 3-4 (0-0, 1-1, 2-3) | JPN Japão      |
| 6 de fevereiro | NOR Noruega    | 4-2 (1-0, 1-2, 2-0) | ROM Romênia    |
| 8 de fevereiro | AUT Áustria    | 2-8 (0-2, 1-3, 1-3) | NOR Noruega    |
| 8 de fevereiro | POL Polônia    | 9-3 (4-2, 4-1, 1-0) | YUG Iugoslávia |
| 8 de fevereiro | ROM Romênia    | 6-2 (1-1, 3-0, 2-1) | ITA Itália     |
| 8 de fevereiro | JPN Japão      | 6-2 (1-1, 1-1, 4-0) | HUN Hungria    |
| 9 de fevereiro | AUT Áustria    | 1-5 (0-2, 0-1, 1-2) | POL Polônia    |
| 9 de fevereiro | ROM Romênia    | 8-3 (3-2, 3-1, 2-0) | HUN Hungria    |
| 9 de fevereiro | NOR Noruega    | 8-4 (4-2, 1-2, 3-0) | YUG Iugoslávia |
| 9 de fevereiro | JPN Japão      | 6-8 (1-1, 1-3, 4-4) | ITA Itália     |

### Grupo A (1º-8º lugar)
| Equipe                 | Pts | J | V | E | D | GP | GC |
| ---------------------- | --- | - | - | - | - | -- | -- |
| URS União Soviética    | 14  | 7 | 7 | 0 | 0 | 54 | 10 |
| SWE Suécia             | 10  | 7 | 5 | 0 | 2 | 47 | 16 |
| TCH Checoslováquia     | 10  | 7 | 5 | 0 | 2 | 38 | 19 |
| CAN Canadá             | 10  | 7 | 5 | 0 | 2 | 32 | 17 |
| USA Estados Unidos     | 4   | 7 | 2 | 0 | 5 | 29 | 33 |
| FIN Finlândia          | 4   | 7 | 2 | 0 | 5 | 10 | 31 |
| EUA Equipe Alemã Unida | 4   | 7 | 2 | 0 | 5 | 13 | 49 |
| SUI Suíça              | 0   | 7 | 0 | 0 | 7 | 9  | 57 |

| 29 de janeiro  | URS União Soviética    | 5-1 (1-0, 3-0, 1-1)  | USA Estados Unidos     |
| 29 de janeiro  | TCH Checoslováquia     | 11-1 (3-0, 4-0, 4-1) | EUA Equipe Alemã Unida |
| 29 de janeiro  | CAN Canadá             | 8-0 (1-0, 5-0, 2-0)  | SUI Suíça              |
| 30 de janeiro  | FIN Finlândia          | 4-0 (0-0, 3-0, 1-0)  | SUI Suíça              |
| 30 de janeiro  | SWE Suécia             | 1-3 (0-1, 1-1, 0-1)  | CAN Canadá             |
| 31 de janeiro  | USA Estados Unidos     | 8-0 (0-0, 2-0, 6-0)  | EUA Equipe Alemã Unida |
| 31 de janeiro  | URS União Soviética    | 7-5 (4-0, 1-3, 2-2)  | TCH Checoslováquia     |
| 1 de fevereiro | TCH Checoslováquia     | 4-0 (1-0, 2-0, 1-0)  | FIN Finlândia          |
| 1 de fevereiro | URS União Soviética    | 15-0 (7-0, 3-0, 5-0) | SUI Suíça              |
| 1 de fevereiro | SWE Suécia             | 7-4 (1-3, 3-0, 3-1)  | USA Estados Unidos     |
| 2 de fevereiro | CAN Canadá             | 4-2 (2-1, 0-0, 2-1)  | EUA Equipe Alemã Unida |
| 2 de fevereiro | SWE Suécia             | 7-0 (1-0, 4-0, 2-0)  | FIN Finlândia          |
| 3 de fevereiro | CAN Canadá             | 8-6 (1-3, 6-0, 1-3)  | USA Estados Unidos     |
| 4 de fevereiro | URS União Soviética    | 10-0 (2-0, 4-0, 4-0) | FIN Finlândia          |
| 4 de fevereiro | TCH Checoslováquia     | 5-1 (0-1, 2-0, 3-0)  | SUI Suíça              |
| 4 de fevereiro | SWE Suécia             | 10-2 (2-1, 4-1, 4-0) | EUA Equipe Alemã Unida |
| 5 de fevereiro | CAN Canadá             | 6-2 (2-1, 3-0, 1-1)  | FIN Finlândia          |
| 5 de fevereiro | URS União Soviética    | 10-0 (2-0, 5-0, 3-0) | EUA Equipe Alemã Unida |
| 5 de fevereiro | SWE Suécia             | 12-0 (3-0, 5-0, 4-0) | SUI Suíça              |
| 5 de fevereiro | TCH Checoslováquia     | 7-1 (0-0, 2-0, 5-1)  | USA Estados Unidos     |
| 7 de fevereiro | EUA Equipe Alemã Unida | 6-5 (2-3, 0-1, 4-1)  | SUI Suíça              |
| 7 de fevereiro | USA Estados Unidos     | 2-3 (0-2, 1-1, 1-0)  | FIN Finlândia          |
| 7 de fevereiro | URS União Soviética    | 4-2 (1-1, 1-0, 2-1)  | SWE Suécia             |
| 7 de fevereiro | TCH Checoslováquia     | 3-1 (0-0, 0-1, 3-1)  | CAN Canadá             |
| 8 de fevereiro | FIN Finlândia          | 1-2 (0-0, 1-1, 0-1)  | EUA Equipe Alemã Unida |
| 8 de fevereiro | USA Estados Unidos     | 7-3 (3-2, 2-0, 2-1)  | SUI Suíça              |
| 8 de fevereiro | URS União Soviética    | 3-2 (0-1, 2-1, 1-0)  | CAN Canadá             |
| 8 de fevereiro | SWE Suécia             | 8-3 (3-1, 3-1, 2-1)  | TCH Checoslováquia     |

## Classificação final
| Pos.   | Equipe                 |
| ------ | ---------------------- |
| Ouro   | URS União Soviética    |
| Prata  | SWE Suécia             |
| Bronze | TCH Checoslováquia     |
| 4      | CAN Canadá             |
| 5      | USA Estados Unidos     |
| 6      | FIN Finlândia          |
| 7      | EUA Equipe Alemã Unida |
| 8      | SUI Suíça              |
| 9      | POL Polônia            |
| 10     | NOR Noruega            |
| 11     | JPN Japão              |
| 12     | ROM Romênia            |
| 13     | AUT Áustria            |
| 14     | YUG Iugoslávia         |
| 15     | ITA Itália             |
| 16     | HUN Hungria            |